# Solca
Solca (tysk: Solka; polsk: Solka; ungarsk: Szolka) er en by i distriktet Suceava i nordøstlige Rumænien. Den ligger i den historiske region Bukovina. Solca er den mindste by i amtet og den tredjemindste by i Rumænien med et indbyggertal på  2.405 (2021). Dens navn er afledt af navnet på den flod, der løber gennem byen, som igen er afledt af det slaviske sol ("salt") - med henvisning til områdets salte kilder. Solca er kendt for sin høje luftkvalitet, for at være et tidligere kurbad og for det øl, der blev fremstillet her.

## Geografi
Solca ligger i den centrale østlige del af Suceava distriktet, ved foden af den østlige del af Obcina Mare-bjergene, i Solca-Cacica-depressionen. Byen ligger på grænsen mellem Suceava-Plateauet og de østlige Karpater i en gennemsnitlig højde på 522 meter over havets overflade. Solca-floden krydser byen. Solca er et sted, der er kendt for det smukke naturlandskab og den høje  luftkvalitet.
Byen er berømt for sin monumentale Rumansk-ortodokse kirke, det tidligere Sankt Peter og Paul-kloster (1613-1623), også kendt som Solca-klosteret, bygget af Vojvod (regerende prins) Ștefan Tomșa 2. af Moldavien og lukket af Habsburgerne i 1785, og et bryggeri, der er et af de ældste i landet (1810). Der findes saltkilder i det nordlige skovområde. Solca ligger også relativt tæt på Cacicas saltmine og Arbores kirke.
I Solca findes der et rumænsk traditionelt hus, som stammer fra det 17. århundrede. Dette hus blev omdannet til museum i 1971. Andre seværdigheder er motellet (kendt som Hanul Solca), sanatoriet med sommerhave, den centrale park, Tomșa Vodă Gymnasium, den romersk-katolske kirke (som er fra 1868) og Pietrele Muierilor (et naturmonument, der ligger tæt på byen).
På trods af at Solca har status som by, har den på mange områder et landligt aspekt. Under det kommunistiske styre blev der bygget omkring 10 boligblokke langs de to hovedveje, der krydser byen: Tomșa Vodă gade og Republicii gade. Solca er ikke forbundet med det rumænske nationale jernbanesystem.
Byen administrerede landsbyen Poieni-Solca. Efter en lokal folkeafstemning afholdt i august 2004 blev Poieni-Solca i marts 2007 udskilt fra byen Solca og blev en selvstændig kommune.